# Lucilia Georgescu-Stănculeanu
Lucilia Georgescu-Stănculeanu (n. 11 mai 1925, loc. Țibănești, com. Tufești, județul Brăila – d. 10 noiembrie 2002, București) a fost o cercetătoare, folcloristă și etnomuzicologă româncă.

## Biografie
S-a născut la data de 11 mai 1925 în localitatea Țibănești, comuna Tufești, județul Brăila.
Studiile muzicale le face la Conservatorul din București, între 1947-1951, cu profesorii Ioan D. Chirescu (teorie-solfegiu), Ion Dumitrescu (armonie), Leon Klepper și Marțian Negrea (contrapunct), Tudor Ciortea (forme muzicale), Theodor Rogalski (orchestrație), Zeno Vancea și Adriana Sachelarie (istoria muzicii), Harry Brauner și Tiberiu Alexandru (folclor), Ion Vicol și Dumitru D. Botez (dirijat coral) și Eugenia Ionescu (pian)
În 1949 se angajează la Institutul de Folclor, fiind succesiv: asistent provizoriu (1949-1950), asistent definitiv (1950-1953), cercetător (1953-1956), cercetător ajutător (1956-1957), cercetător științific principal (1969-1988).
Între 1953-1955 este preparator la cursul de istoria muzicii la Conservatorul din București. În același timp este redactor-șef adjunct la „Revista de folclor”.
A întreprins cercetări și culegeri de folclor în zonele Pașcani, Târgu Frumos, Arad, Covăsinț, Isverna, Muscel, Banatul de Sud, Bicaz, Brașov, Bihor, Alba etc.
A transcris peste 1000 de texte și melodii, realizând împreună cu Mariana Kahane o lucrare fundamentală - Cântecul Zorilor și Bradului, în 1988, distinsă cu Premiul Uniunii Compozitorilor și Muzicologilor din R.S.R.

## Decesul
Moare la data de 10 noiembrie 2002 la București.

## Lucrări

### Volume
- Cântecul Zorilor și Bradului. Tipologie muzicală, Colecția Națională de Folclor, București, Editura Muzicală, 1988, 824 p. (în colaborare cu Mariana Kahane)

### Studii și articole
- „Schimb de experiență cu folcloriștii maghiari”, în Contemporanul, nr. 8 (438), 1955 (în colaborare cu Sabin Drăgoi)
- „Rumänische Volksinstrumente”, în Muzica, nr. 5, Kassel, 1968
- „Relația lăută/cobză în picturile mănăstirilor din Moldova de Nord”, în Revista de Etnografie și Folclor, tomul XIII, nr. 4, 1968
- „Constantin Brăiloiu, întemeietor și conducător al Arhivei de Folclor a Societății Compozitorilor Români”, în Revista de Etnografie și Folclor, tomul XIII, nr. 6, 1968
- „Repertoriul tineretului din satele de pe Valea inferioară a Crișului Negru”, în Zilele folclorului bihorean, Oradea, 1974